# Гільків
Гільків — гідрологічний заказник місцевого значення. Об'єкт розташований на території Звенигородського району Черкаської області, село Вільхівець.
Площа — 21,4 га, статус отриманий у 1998 році.
Охороняється комплекс водно-болотних угідь з типовою рослинністю.